# Лонка (Олеський повіт)
Лонка (пол. Łąka) — село в Польщі, у гміні Зембовиці Олеського повіту Опольського воєводства.
Населення — 162 особи (2011).
У 1975-1998 роках село належало до Опольського воєводства.

## Демографія
Демографічна структура станом на 31 березня 2011 року:
|          | Загалом | Допрацездатний вік | Працездатний вік | Постпрацездатний вік |
| -------- | ------- | ------------------ | ---------------- | -------------------- |
| Чоловіки | 68      | 7                  | 52               | 9                    |
| Жінки    | 94      | 19                 | 48               | 27                   |
| Разом    | 162     | 26                 | 100              | 36                   |